# Crash Boom Bang!
Crash Boom Bang!, conhecido no Japão como Crash Bandicoot Festival (クラッシュ・バンディクー フェスティバル), é um jogo eletrônico party desenvolvido pela Dimps e publicado pela Sierra Entertainment para o Nintendo DS. Foi lançado em datas diversas no ano de 2005: no Japão em 21 de julho, na América do Norte em 11 de outubro, na Europa no dia 28 de outubro e na Austrália em 3 de novembro.
Crash Boom Bang! é o 13º jogo da série Crash Bandicoot. Foi o primeiro (e, até agora, o único) jogo da série Crash Bandicoot a ter sido produzido por uma empresa japonesa de jogos, o primeiro a ser lançado no Japão antes de na América do Norte e, até atualmente, o último título lançado no Japão. É também o pioneiro em ter sido lançado para Nintendo DS e o segundo título do gênero party da série, o primeiro sendo Crash Bash. Seu enredo se foca em um multi-milionário que utiliza os personagens para desenterrar um poderoso objeto citado pelo nome de "Super Big Power Crystal" ("Cristal Super Grande de Poder"). O jogo obteve uma recepção crítica negativa unânime após seu lançamento, criticado principalmente por sua jogabilidade tediosa e por controles ruins.

## Jogabilidade
Os estágios de Crash Boom Bang! possuem a aparência de um tabuleiro de jogos, com cada área de jogo dividida em um número de quadrados. As partidas se desenrolam entre quatro personagens, com o computador encarregado de controlar os personagens sem jogadores. Iniciada a partida, todos os jogadores rolam os dados simultaneamente; o resultado define o número de quadrados que serão caminhados. Dependendo do tipo de quadrado no qual o jogador pára, Frutas Wumpa (que são usadas no sistema de pontuação durante a corrida) podem ser obtidas ou perdidas, um item pode ser adquirido, um evento especial pode ocorrer ou pode-se dar início a um minigame. Se o jogador parar em uma bifurcação no caminho, ele terá que selecionar a direção desejada, ora com o stylus, ora com o gamepad.
No modo "Aventura", os personagens competem em uma corrida pelo Super Big Power Crystal. Tal corrida consiste de seis estágios, cada um contendo sub-mapas. O apresentador da corrida, the Viscount (O Visconde), define um objetivo para cada estágio; tal objetivo deve ser alcançado para que o jogador prossiga a outro mapa. O jogador com mais pontos é o vencedor do estágio e aquele com mais vitórias é o campeão corrida de Viscount. No modo "Festival", a jogabilidade é basicamente a mesma do modo Aventura, com a exceção da habilidade de selecionar estágios para jogar livremente. O jogador tem acesso a um quarto privado através do modo "Meu Quarto", onde ele pode jogar minigames que foram coletados no modo Aventura, ver uma coleção dos itens obtidos neste mesmo modo ou criar um Painel de Movimento, uma ferramenta de comunicação única do jogo que permite o envio de mensagens personalizadas para amigos durante partidas, auxiliando-os ou os distraindo. As decorações no modo Meu Quarto é diferente para cada personagem.
Crash Boom Bang! possui 40 minigames que podem ser jogados em single player ou com amigos remotamente. Quando um jogador não está fazendo parte de um minigame, ele pode apostar Frutas Wumpa no vencedor e tentar mudar a partida, distraindo ou ajudando os que jogam, com o uso do Painel de Movimento. Ele pode também acessar a tela da loja através da tela de apostas para comprar ou vender itens que também possam mudar o curso da partida.

## Enredo

### Personagens
Um número de personagens de jogos anteriores da série retornam em Crash Boom Bang!, apesar de somente oito deles serem jogáveis. Estes personagens incluem Crash Bandicoot, Coco Bandicoot, Crunch Bandicoot, Pura, Dr. Neo Cortex, Tawna, Pinstripe Potoroo e Fake Crash. Durante o jogo, todos os personagens possuem a mesma aparência dos mesmos no artwork oficial japonês da série Crash Bandicoot, exceto pelo modelo de Crash, que foi alterado nos lançamentos fora do Japão para assemelhar-se ao seu modelo em Crash Twinsanity. O patrocinador da corrida, the Viscount (O Visconde), é um personagem original criado especificamente para o jogo. Seu nome na versão original japonesa é "Viscount Devil", uma referência ao Tasmanian Devil, nativo da Austrália. Outros personagens de jogos passados fazem cameos no jogo em um ponto ou outro, como Dr. N. Gin, Tiny Tiger, Dr. Nefarious Tropy e Polar. Aku Aku tem o papel de instrutor do jogador, enquanto que Uka Uka participa como item comprável na loja.

### História
Enquanto construía um resort na Tasmânia, o Visconde (do inglês, the Viscount) encontra um mapa de uma cidade antiga, contendo a lendária Super Big Power Crystal ("Cristal Super Grande de Poder"). Ele tenta encontra-la sozinho mas, devido à grande quantidade de quebra-cabeças, ele falha miseravelmente. No resort, o Visconde decide reunir um grupo de personalidades mais inteligentes e mais fortes, colocando-as em uma competição entre eles mesmos para que encontrem o Cristal para ele. O Visconde envia um convite para Coco Bandicoot, convidando-a para participar da Corrida Mundial de Bola-de-Canhão, na qual o vencedor ganha $100.000.000.
A corrida se inicia na Cidade do Porto, com os vencedores viajando em um barco para um imenso deserto. Diz a lenda que quatro tábuas de pedra estão enterradas em algum lugar no deserto, e os competidores são entarefados de encontra-las e trazer para o Visconde. De acordo com as tábuas de pedra, a localização verdadeira do Cristal está encriptada em algum lugar do mapa encontrado por ele. Antes do Visconde ir mais a fundo nesta perspectiva, o Dr. Neo Cortex aparece e tenta roubar o mapa. Com ambos batalhando pelo mapa, ele é rasgado em farrapos.
Cortex envia seus leais assistentes de laboratório para encontrar os pedaços do mapa espalhados pela Grande Cidade, com esperança de consegui-lo completo. Agora que os competidores sabem do mapa, o Visconde decide revelar as suas verdadeiras intenções: o Super Big Power Crystal pode garantir um único desejo a quem for que o obtenha, e ele está disposto a dar uma grande quantidade de dinheiro àqueles que o ajudar a encontrar o Cristal. Obter o Cristal é impossível sem a Chave Final, então o Visconde ****** embarca em seu avião para viajar ao norte do Oceano Atlântico à procura da Chave. Contudo, o avião não comporta todos os competidores, então, somente um número seleto dos mesmos conseguem embarcar. Impulsionados aos céus por um vulcano em erupção, os competidores são capazes de embarcar no avião do Visconde.
Durante a viagem, o Visconde conta ao grupo a história de um explorador que encontrou a Chave Final, mas não foi capaz de encontrar o Cristal. Esse explorador foi o avô do Visconde. Como este tinha navegado de volta a sua cidade natal para renovar seus pensamentos, o seu barco chocou-se com um iceberg e afundou, levando o avô do Visconde para um caixão no fundo do mar. "Parece um filme", afirma um dos que ouviam a história. O Visconde diz a eles para mergulhar e nadar ao barco naufragado e pegar a Chave Final, o que foi uma grande surpresa para todos, considerando a temperatura quase congelante. Apesar disto, o grupo é capaz de encontrar a Chave Final antes de congelar até a morte. Com todas as peças do quebra-cabeça em mãos, o Visconde vitoriosamente entra na torre onde o Cristal espera por seu dono. Logo quando o Visconde está para fazer o seu desejo, Crash dá um passo a frente e faz seu pedido de uma grande pilha de Frutas Wumpa. "Que a paz prevaleça na Terra", diz Coco.

## Desenvolvimento
Ao produzir a versão para celular de Crash Boom Bang!, o desenvolvedor Elodie Larre descreveu o ato de adaptar um jogo party para o celular como um "grande desafio". Querendo evitar criar "outro jogo multiplayer no qual os jogadores devem passar o celular para o próximo", e desejando atrair ambos os antigos e velhos fãs da série, o time de produção decidiu integrar somente minigames na versão para celular, adicionando artifícios diferenciados à jogabilidade, como ter que jogar com uma mão atrás das costas, com um olho fechado, jogar como queixo, etc. O maior desafio do time foi manter os minigames dentro da memória do celular, que foi citada como pouco inferior à do primeiro console PlayStation. A série WarioWare foi descrita como uma influência na produção do jogo.
Crash Boom Bang! é o primeiro jogo da série a possuir dublagem somente japonesa em todas as suas versões regionais. O elenco de dubladores de Crash Boom Bang! é de um menor patamar que os seiyūs comuns da franquia, com alguns deles possuindo menos de 15 creditações ao seu nome. O elenco inclui Makoto Ishii no papel duplo de Crash e Fake Crash, Risa Tsubaki como Coco, Yōsuke Akimoto como Dr. Cortex, Shinya Fukumatsu como Crunch, Akiko Toda como Tawna, Asuka Tanii como Pura e Takahiro Yoshino como Pinstripe.

## Recepção da crítica
Crash Boom Bang! teve uma recepção da crítica, em geral, negativa, recebendo uma média de aprovação de somente 42% na Game Rankings e uma nota média de 37/100, baseada em 14 matérias, da Metacritic. Frank Provo, da GameSpot, criticou o jogo pelos seus minigames tediosos e pelo mau uso do nome da série Crash, afirmando que "fora a maneira a qual os personagens parecem e a maneira como as caixas de Nitro explodem, [...] não tem muito do que jogos de Crash são em Crash Boom Bang!". A Nintendo Power recomendou o título somente para fãs de carteirinha de Crash, aconselhando que os outros tipos de jogadores ignorassem Crash Boom Bang! e esperassem pelo próximo jogo da série. Lesley Smith, da Eurogamer, criticou o jogo por numerosas razões, citando a má funcionalidade do stylus em jogo, os gráficos ruins e "quebrados", a jogabilidade enfadonha e os minigames repetitivos. A análise da IGN foi uma das mais severas, descrevendo Crash Boom Bang! como um "jogo muito terrível, com pobre organização", classificando-o " facilmente [como] um dos piores jogos do sistema". Mais análises razoáveis foram publicadas pela Official Nintendo Magazine, que alegou que o jogo foi maltratado por controles ruins e uma interface mal feita, enquanto que Jon Jordan, da Pocket Gamer, dispensou a coleção de minigames do título os considerando "distintamente medianos e estranhamente sem paixão".
Apesar da rececpção negativa, Crash Boom Bang! foi o 70º jogo mais vendido na Austrália na semana de 04 a 10 de junho de 2007.